# Raffaele De Giuli
Raffaele De Giuli (Luzzogno, 9 novembre 1884 – Albenga, 18 aprile 1963) è stato un vescovo cattolico italiano.

## Biografia
Nato in un piccolo paese della Valstrona, Luzzogno, De Giuli si avvicinò in tenera età ai Salesiani, presso i quali frequentò gli studi ginnasiali a Valdocco. In seguito entrò nel Seminario di Novara, dove venne ordinato sacerdote nel 1908. Alla Società di Don Bosco rimase poi sempre legato, divenendo cooperatore salesiano.
Dopo diverse esperienze all'estero come cappellano militare tra i fanti e gli artiglieri. In particolare fu vicino ai soldati del generale Alberico Alberticci durante la battaglia di Bligny nell'agosto del 1918. Dal 1913 al 1925 fu parroco di Vacciago, frazione del comune di Ameno.  Nel 1925 divenne parroco di Domodossola. In questa parrocchia presiedette un Congresso Eucaristico Diocesano (1931) e fece erigere il nuovo oratorio.
Il 10 giugno 1936 venne nominato vescovo di Capaccio-Vallo, diocesi che nel 1945 mutò il nome in Vallo di Lucania.
Il 30 agosto 1936 venne consacrato vescovo a Domodossola da mons. Giuseppe Castelli vescovo di Novara e come co-consacranti mons. Gaudenzio Manuelli arcivescovo dell'Aquila e mons. Sebastiano Briacca vescovo di Mondovì, entrambi originari della diocesi di Novara.
Poco dopo aver fatto il suo ingresso in diocesi, avvenuto il 24 ottobre 1936, iniziò subito la visita pastorale per avere una conoscenza della realtà e nel 1940 fece celebrare il II Congresso Eucaristico Diocesano, interrotto a causa della guerra.
Il 18 febbraio 1946 venne poi trasferito alla diocesi di Albenga, dove rimarrà fino alla morte, nel 1963. Il suo paese di origine, la frazione Luzzogno a cui era profondamente legato, ancora oggi lo ricorda per la sua semplicità e attaccamento alla vita del paese, per il quale fece costruire l'asilo parrocchiale. Il motto del suo stemma fu ut raphael medicina dei, e tra le altre cose raffigurava il Santuario della Colletta, a cui era molto attaccato. Il 18 aprile 2013 venne ricordato a Luzzogno il 50° della sua morte e fu ricordato anche da Mons. Franco Giulio Brambilla a Domodossola, città in cui è sepolto.

## Genealogia episcopale e successione apostolica
La genealogia episcopale è:
- Cardinale Scipione Rebiba
- Cardinale Giulio Antonio Santori
- Cardinale Girolamo Bernerio, O.P.
- Arcivescovo Galeazzo Sanvitale
- Cardinale Ludovico Ludovisi
- Cardinale Luigi Caetani
- Cardinale Ulderico Carpegna
- Cardinale Paluzzo Paluzzi Altieri degli Albertoni
- Papa Benedetto XIII
- Papa Benedetto XIV
- Cardinale Enrico Enriquez
- Arcivescovo Manuel Quintano Bonifaz
- Cardinale Buenaventura Córdoba Espinosa de la Cerda
- Cardinale Giuseppe Maria Doria Pamphilj
- Papa Pio VIII
- Papa Pio IX
- Cardinale Gustav Adolf von Hohenlohe-Schillingsfürst
- Arcivescovo Salvatore Magnasco
- Cardinale Gaetano Alimonda
- Cardinale Agostino Richelmy
- Vescovo Giuseppe Castelli
- Vescovo Raffaele De Giuli

La successione apostolica è:
- Arcivescovo Enrico Nicodemo (1945)